# NGC 5776
NGC 5776 este o brightest cluster galaxy⁠(d) situată în constelația Fecioara. A fost descoperită în 27 aprilie 1862 de către Heinrich Louis d'Arrest. Se află la o distanță de 118,35 megaparseci de Pământ.